# Selección de rugby de Ucrania
La selección de rugby de Ucrania es el equipo representativo de ese país. Su primeros partidos datan de la década de 1970, antes de la fundación de la Federación Nacional de Rugby de Ucrania en 1991, después de la disolución de la Unión Soviética y la independencia de Ucrania se afilió a la International Rugby Football Board hoy World Rugby un año después. En sus años de existencia nunca se ha clasificado para una Copa del Mundo, y su máximo logro ha sido jugar en la 1º División A de la European Nations Cup en dos ocasiones (en las temporadas 2004 - 2006 y 2010 - 2011).

## Palmarés
- European Nations Cup Division 1B (1): 2015-16
- European Nations Cup Division 2A  (1): 2003-04, 2008-10
- Rugby Europe International Championships - Conferencia 1 (1): 2018-19 - Norte

## Participación en copas

### Rugby Europe Trophy
- RE Trophy 2016-17: 6º puesto
- RE Trophy 2019-20: 3° puesto
- RE Trophy 2021-22: 5° puesto
- RE Trophy 2022-23: 2° puesto
- RE Trophy 2023-24: 6º puesto